# Irmgard Eilenstein

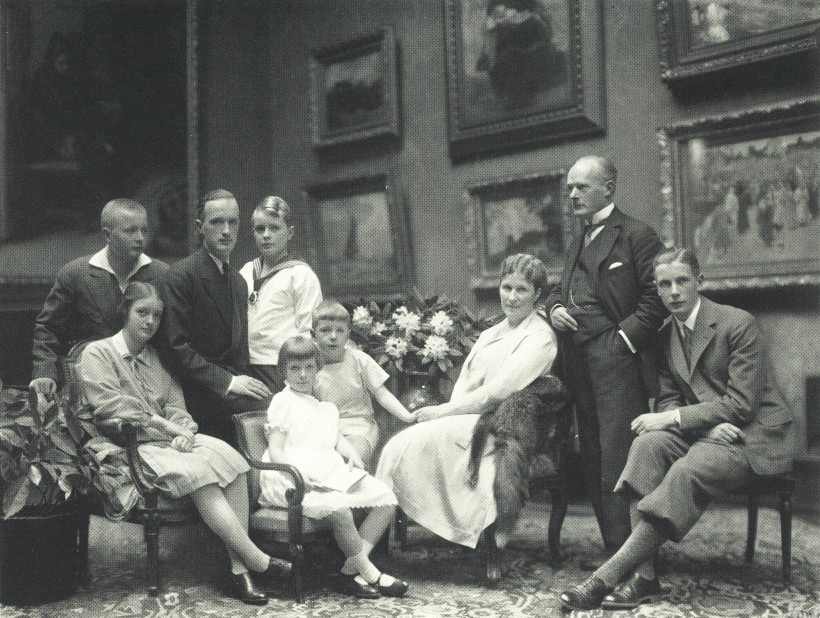
Porträt der Familie Gustav Krupp von Bohlen und Halbach 1928 von Nicola Perscheid, Irmgard vorne links.

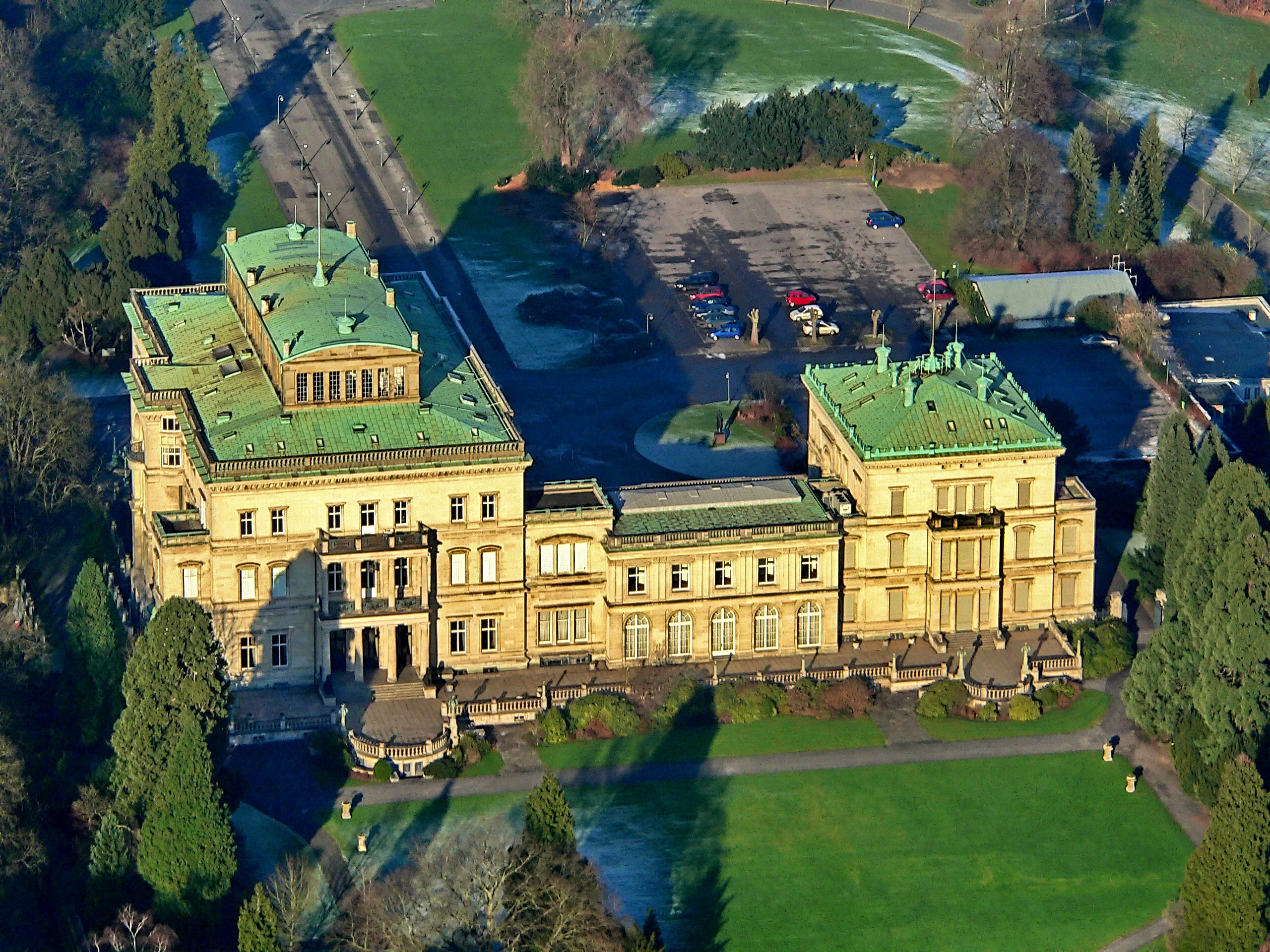
Villa Hügel in Essen

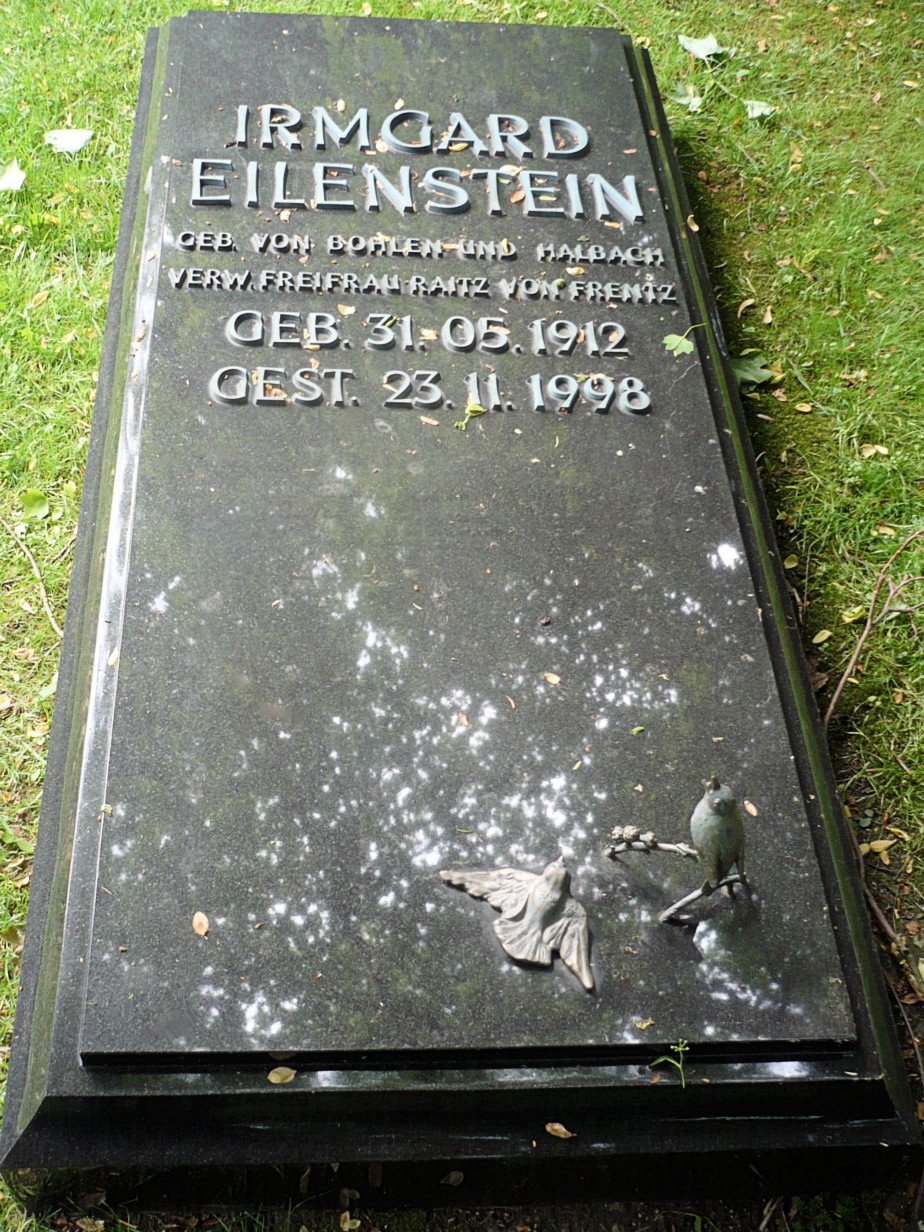
Grabplatte auf dem Familienfriedhof Krupp in Bredeney

Irmgard Eilenstein (* 31. Mai 1912 Villa Hügel zu Essen; † 23. November 1998, geborene Irmgard Sophie Margarethe von Bohlen und Halbach, verwitwete Freifrau Raitz von Frentz) war eine jüngere Schwester von Alfried Krupp von Bohlen und Halbach. Sie und ihre sieben Geschwister stammten mütterlicherseits aus der Familie Krupp, väterlicherseits aus der Familie von Bohlen und Halbach.

## Leben
Irmgard Eilenstein war das vierte Kind von Gustav Krupp von Bohlen und Halbach und dessen Frau Bertha (gebürtig Krupp). Sie verbrachte ihre Jugend zumeist auf der von ihrem Urgroßvater, dem Stahlindustriellen Alfred Krupp, erbauten Villa Hügel in Essen.
Historisches Filmmaterial zeigt Irmgard von Bohlen und Halbach als „ungeübte und verunsicherte Gastgeberin“ an der Seite ihres Vaters Gustav. Sie vertrat dabei ihre vorgeblich an Migräne leidende Mutter Bertha bei Adolf Hitlers erstem Besuch auf dem Hügel. Anfang der 1930er-Jahre konnte es sich Bertha von Bohlen und Halbach noch leisten, ihre Verachtung für die „groben Nazis“ im internen Kreis aufrechtzuerhalten.
Am 7. April 1938 heiratete Irmgard von Bohlen und Halbach in Essen-Bredeney den sogenannten Alten Kämpfer und SA-Sturmführer Johann (Hanno) Freiherr Raitz von Frentz (1906–1941) aus einem der ältesten Adelsgeschlechter Deutschlands. Raitz von Frentz war Bürgermeister von St. Goarshausen an der Loreley. Aus dieser Verbindung entstammen die Kinder Adelheid (* 1939), Rutger (* 1940) und Sigbert (* 1941). Hanno fiel am 3. September 1941 als Leutnant der 34. Infanterie-Division unweit des Flusses Szosch in der UdSSR.
In den Wirren nach dem Kriege lebte sie auf dem Krupp-Gut Klausheide bei Nordhorn in der Försterei Meinecke.
Am 19. Juni 1952 heiratete sie in Dortmund erneut. Mit dem bayerischen Landwirt Robert Eilenstein (1920–1986) hatte sie drei weitere Kinder: Gunhild (* 1952), Hildburg (* 1954) und Dietlind (* 1956).
Irmgard Eilenstein stand wie ihre anderen Geschwister stets im Schatten ihres ältesten Bruders Alfried Krupp von Bohlen und Halbach, der für die Firma Friedrich Krupp AG als nächster Alleininhaber vorgesehen war und der 1943 die Firmenleitung von seinem Vater Gustav (1870–1950) übernahm. Durch die von Adolf Hitler initiierte Lex Krupp wurden sie und ihre Geschwister vom Erbe ausgeschlossen, um die Alleininhaberschaft des Ältesten zu sichern.
Im Rahmen des „Mehlemer Vertrages“ von 1953 verpflichtete sich Alfried, seinen fünf noch lebenden Geschwistern und seinem Neffen Arnold, Sohn des 1940 verunglückten Bruders Claus, eine Abfindung von knapp über 10 Millionen DM auszuzahlen.
Irmgard Eilenstein wurde in Essen-Bredeney auf dem städtischen Friedhof Bredeney in der Krupp-Sektion neben ihren Geschwistern, Eltern, Großeltern (Friedrich Alfred Krupp und Margarethe Krupp) und Alfried Krupp beigesetzt.

## Ehrungen
Bei Magdeburg gab es bis 1945 eine nach ihr benannte Irmgardstraße (heute Kiefernweg). In Magdeburg befand sich das Friedrich Krupp AG Grusonwerk.

## Verfilmungen
- Krupp – Eine deutsche Familie. Spielfilm, ZDF 2009. Die Rolle der Irmgard wurde gespielt von Nele Trebs (5–8 Jahre) und Dorothea Förtsch (25–45 Jahre).
- Krupp – Mythos und Wahrheit. Fernsehdokumentation, WDR 2009.